# Башево
Ба́шево (болг. Башево) — село в Кирджалійській області Болгарії. Входить до складу общини Ардино.

## Населення
За даними перепису населення 2011 року у селі проживала 131 особа, з них 129 осіб (98,5%) — турки.
Розподіл населення за віком у 2011 році:
Динаміка населення: